# James Alexander, 4. Earl of Caledon

Wappen des James Alexander, 4. Earl of Caledon

James Alexander, 4. Earl of Caledon, KP (* 11. Juli 1846 in London; † 27. April 1898 in London) war ein britischer Peer und Offizier.

## Leben
Er war der älteste Sohn von James Alexander, 3. Earl of Caledon aus dessen Ehe mit Lady Jane Grimston, Tochter des James Grimston, 1. Earl of Verulam. Als Heir apparent seines Vaters führte er seit Geburt den Höflichkeitstitel Viscount Alexander. Im Alter von acht Jahren erbte er 1855 beim Tod seines Vaters dessen irische Adelstitel als 4. Earl of Caledon, 4. Viscount Caledon und 4. Baron Caledon.
Er besuchte die Harrow School und studierte am Christ Church College der Universität Oxford. Nach dem Studium trat er in die British Army ein und erreichte den Rang eines Captain der 1st Life Guards. Parallel zu seiner Militärkarriere wurde er am 20. Oktober 1877 als irischer Representative Peer auf Lebenszeit ins britische House of Lords gewählt. Zeitweise war er auch Deputy Lieutenant des County Tyrone. In der British Army stieg er weiter zum Major des 4. Bataillons der Royal Inniskilling Fusiliers auf und nahm 1882 am Ägyptenfeldzug teil. 1897 wurde er zum Knight Companion des Order of St. Patrick geschlagen.
Er starb 1898 in London an einer Blutvergiftung und Lungenentzündung. Er wurde auf seinem Familiensitz Caledon Castle im nordirischen County Tyrone begraben. Seine Adelstitel erbte sein ältester Sohn.

## Ehe und Nachkommen
1884 heiratete er Lady Elizabeth Graham-Toler, Tochter des Hector Graham-Toler, 3. Earl of Norbury. Mit ihr hatte er vier Söhne, die alle eine Militärkarriere einschlugen:
- Eric James Desmond Alexander Alexander, 5. Earl of Caledon (1885–1968), Major der Life Guards;
- Hon. Herbrand Charles Alexander (1888–1965), Lieutenant-Colonel der 5th Lancers;
- Harold Rupert Leofic George Alexander, 1. Earl Alexander of Tunis (1891–1969), britischer Field Marshal;
- Hon. William Sigismund Patrick Alexander (1895–1972), Colonel der Irish Guards.